# Romilly-sur-Andelle
Romilly-sur-Andelle je francouzská obec v departementu Eure v regionu Normandie. V roce 2010 zde žilo 2 861 obyvatel.

## Vývoj počtu obyvatel
Počet obyvatel 